# Almanjáyar
Almanjáyar es un barrio de la ciudad de Granada, España. Administrativamente forma parte del distrito Norte de la ciudad. Se sitúa al noroeste de Granada, limitando al norte con Víznar y Alfacar; al oeste con Pulianas; al sur con la carretera de Jaén y al este por el río Beiro. Es un barrio de clase trabajadora, un 15% de cuya población es de etnia gitana. [cita requerida]
El núcleo de viviendas separadas y con grandes descampados lo transforma en un conjunto desestructurado, pese a que fue construido sobre un buen trazado de calles, aceras y alcantarillado. Sus bloques se distinguen del resto de barrios por ser blancos y rojos. Abundan los cobertizos de uralita y chapas, construcciones más pequeñas (cartones) para pequeñas tiendas y cocheras y cuadras para animales, con escasez de jardines.[cita requerida]
Aunque no se conoce con certeza el origen de su nombre, algunos especialistas en etimología coinciden el término Almanjáyar procede del árabe «Al-Masayij», cuya traducción significa «llano de los maestros».
Al ser antiguamente Almanjáyar el nombre de la zona donde se enclava el Distrito Norte de Granada la población granadina se suele referir erróneamente como Polígono Norte Almanjáyar a todo el distrito conformado por hasta siete barrios distintos cuando en realidad la zona original del Polígono de Almanjáyar tan solo abarca los barrios de Almanjáyar y Rey Badis.

## Orígenes
Almanjáyar recibe su nombre del pago de Almanjáyar, que se extendía desde las Eras de Cristo, actualmente la plaza de San Isidro, hasta donde se construyó el Hospital Psiquiátrico, en la carretera a Pinos Puente, actualmente en dicho emplazamiento el Campus Universitario de Aynadamar, y entre las carreteras de Alfacar, Pulianas, Maracena y Madrid. El pago comprendía una serie de caserías, denominación que recibían las fincas de las vegas altas. La acequia de Aynadamar regaba las tierras y La Campana era una de las mejores fincas que existía en Granada. Hoy en día convertida en urbanizaciones perdiendo un incalculable valor en bienes de interes cultural dado que dichas caserías fueron derrumbadas, aun se conservan las entradas de algunas pero en un estado ruinoso. [cita requerida]

## Historia

### Construcción del barrio
El Polígono Norte de Granada nace en febrero de 1965 con la construcción del barrio de La Paz y más adelante el Polígono de Cartuja. En 1973 se aprueba la ampliación y prolongación hacia el noroeste creando el Polígono de Almanjáyar. Toda la zona noreste denominada como "polígono" fue construida debido a las graves inundaciones que sufrió por aquella época la ciudad de Granada. Las zonas donde vivían las personas más humildes quedaron totalmente destruidas y más de tres mil familias quedaron sin hogar.  
En concreto, el barrio de Almanjáyar se edificó precariamente para reacomodar a las 2770 familias que antes vivían en el barrio chabolista de La Virgencica. Para dar respuesta a esta situación y erradicar el chabolismo sofocando la ascendente demanda de viviendas baratas por la mano obrera que emigraba desde los pueblos hacia la ciudad, se inició la construcción del Polígono de Almanjáyar siguiendo el Plan Nacional de Vivienda sobre contrucción de "polígonos". A raíz de esto, el Instituto Nacional de la Vivienda promueve la construcción de viviendas sociales inconexas entre grandes descampados y alejadas de la ciudad entre 1976 y 1982. En 1981 se originan las primeras 1.040 viviendas que conforman el Polígono de Almánjayar en Molino Nuevo siendo viviendas segregadas, precarias, de nulo aislamiento térmico y edificadas con recursos como hormigón de baja calidad y cemento aluminoso provocando aluminosis en los edificios. En estas viviendas se realojó a las familias que aún habitaban en el barrio chabolista de La Virgencica, siendo forzados a su traslado. En dicho año se finaliza la construcción del recinto ferial del Corpus de Granada, que a partir de 1982 acogería las fiestas del Corpus Christi. En un principio dispondría de vías de comunicación con el centro de la ciudad pero nunca se ejecutaron, este espacio ocupó 500 hectáreas y fue ordenado por los arquitectos Terán y Velasco.
Posteriormente la Caja General de Ahorros realizó una promoción social en la zona pero el proyecto fracasó por el comportamiento del mercado, a la baja en aquel tiempo, por lo que se negó a comprar. La construcción de vivienda pública provocó que las promotoras privadas no edificasen en la zona, por lo tanto el Ayuntamiento de Granada siguió construyendo promociones de vivienda pública albergando a los sectores más marginados de la ciudad en un mismo sitio. La única empresa privada promotora inmobiliaria que construyó en aquel tiempo en la zona norte fue la granadina OSUNA. Las edificaciones del Polígono de Almanjáyar tuvieron lugar sobre las antiguas caserías de La Campaña, El Molino, El Nogal y sobre las calles del Cerro y de Aguirre donde se asientan los 69 bloques a los que se sumaron los 522, 158 y 36 que levantó La Asturiana a través de un contrato administrativo público y las 334 y 178 viviendas que componían el núcleo originario de Almanjáyar. Sin embargo, las viviendas que fueron adjudicadas por compra o arrendamiento fueron entregadas sin luz, agua ni servicios básicos para la vida y surgen resistencias de un núcleo de familias normalizadas en el barrio que no querían convivir con personas que habían habitado en cuevas y suburbios chabolista. Durante dichos años se crea una corporación municipal democrática llamada ‘Las Iniciativas’. 
La tipología de estructura típica es la de bloque abierto de entre 4 y 5 pisos, dicha estructuración es poco adecuada para los hábitos chabolistas y de casa cueva de la población originaria del Sacromonte y residente por años en la barriada chabolista de La Virgencica, demostrando así la nula planificación por parte de las autoridades competentes dado que dichas personas no podían desempeñar sus oficios en este tipo de estructuras y demuestra un claro plan de delimitación de la población gitana históricamente excluida. En dichos espacios interbloque los vecinos crean cuadras, cocheras y zonas para hogueras donde también se tiene chatarra. Almanjáyar fue víctima de un mal comprendido desarrollismo pues las dotaciones no llegaron a realizarse, reflejo de esto son las escaleras de uralita provenientes de China con las que fueron construidas las casas. Cabe destacar que las escuelas se construyeron años después, en 1989, a pesar de las altas tasas de analfabetismo y niños en edad escolar. Para delimitar en una sola zona a las familias de etnia gitana de la ciudad a mediados de los años 1980 el Ayuntamiento de Granada aprovecha la situación en Almanjáyar y reubica a decénas de familias provenientes de chabolas del barrio del Zaidín, situado en la parte sur de la ciudad, forzando un traslado desectructurado de las poblaciones más humildes hacinadas en el sur hacia el norte de la ciudad.
Las iniciativas aprobadas en 1976 para la urbanización del barrio de Almanjáyar y los objetivos de modernidad de grandes avenidas que condujeran hasta el centro de la ciudad, con islas de edificios rodeadas de zonas verdes y grandes espacios para aparcamientos, no terminó de consolidarse, pues a medida que avanzaba hacia el centro urbano tropezaba con edificios que no se podían demoler. En esas condiciones, el proyecto global de las vías de acceso resultó un fracaso. Lo mismo sucedió con los bloques de viviendas edificadas en las demarcaciones de Molino Nuevo y Casería del Cerro en Rey Badis perteneciente al Polígono de Almanjáyar. Los problemas de toda índole que surgieron las hicieron ingobernables y las autoridades acabaron desentendiéndose de su gestión. Esto contribuyó a la desaceleración en la compra de terrenos por las constructoras. 

## Cambio social
En el trabajo que llevaron a cabo en 1993, Joaquina Cabello y José Miguel Apaolaxa, argumentaron; “las mujeres toman conciencia del problema de tener muchos hijos y poco medios para su mantenimiento”. Este interés de las mujeres por mejorar la situación origina resultados positivos. Surge una preocupación por la mejora económica y cultural. Las mujeres gitanas acuden “a clases de adultos, participan como monitoras en programa de salud familiar y reivindican un puesto de trabajo digno”.[cita requerida]
También contribuyeron la visita del papa Juan Pablo II en 1983 a Almanjáyar, donde se produjo un encuentro multitudinario de personas que por primera vez visitaron esta zona de la ciudad.
Debido a que Almanjáyar era el nombre que recibia la zona dónde se levantó el Distrito Norte antes de la construcción de viviendas y que fue de las primeras zonas urbanizadas con mayor número de habitantes, la población granadina tomó por costumbre denominar como "Polígono Norte Almanjáyar" a toda la zona. Esto repercute hasta la actualidad debido a que un gran número de granadinos achaca al barrio de Almanjáyar una serie de prejuicios ligados a la delinquencia y marginalidad que no se corresponden a la realidad del barrio de carácter humilde, obrero y trabajador, además de confundir la zona popularmente denominada Polígono de Almanjáyar (formada por los barrios de Almanjáyar y Rey Badis) atribuyendo parte de esta marginalidad al conjunto completo del barrio de Almanjáyar. También se suele confundir la popularmente llamada zona del Polígono de Cartuja (formada por una parte del barrio de Cartuja y La Paz) por su proximidad. Globalmente la población granadina, tanto residente del barrio como ajena, trata a dichas zonas como un todo nombrándolo como Polígono Norte o "El Polígono" creando así un barrio no oficial compuesto por determinadas zonas marginales de estos barrios. 

### El tiempo de los jóvenes (Asociaciones de jóvenes)
Los jóvenes permanecen durante más tiempo en el domicilio familiar, debido a las dificultades económicas que les impiden la independización. Aquellos que pertenecen a niveles sociales más bajos llegan a formar pandillas, no acuden a la escuela y por ende algunos inician en la delincuencia. El sistema educativo es incapaz de dar respuesta a esta población y la sociedad los condena. Se crean Aulas Ocupacionales pero acabó por fracasar, mientras que el Ayuntamiento creó una Escuela Taller en colaboración con el INEM donde ofrece formación en carpintería.[cita requerida]
Los jóvenes se reúnen a pesar de que las condiciones del barrio no favorecen este tipo de asociacionismo. Se reúnen en la calle, en plazas, patios de colegios, etcétera. Algunos son reunidos en parroquias e incluso se crean Asociaciones de Antiguos Alumnos. El Centro de Servicios Sociales creó una programación de actividades y las Asociaciones de Vecinos y gitanos ofrecen programas de actividades culturales y folclóricas.

### Historia del colectivo
Se creó un agrupamiento de colectivos diferentes a consecuencia de la falta de participación en la planificación y toma de decisiones sobre el espacio donde se ubican. Pretenden favorecer la convivencia entre ellos, siendo el respeto mutuo de costumbres y culturas el principal objetivo. 

### Actualidad
Sigue siendo un barrio marginal y excluido por el resto de la población Granada. Están entre las zonas con un 80% de fracaso escolar en ESO, que tienen una índice de desempleo entre el 60% y el 70%, una tasa de mortalidad 2,5 veces superior a la normal y un 80% de precariedad, todo según datos de 2015.
Actualmente (2018) es una de las zonas más conflictivas de la zona norte de Granada según algunos medios de comunicación como El Español. Es una zona consumidora, comercializadora y cultivadora de drogas y con presencia de delincuencia y traficantes según reporteros del mismo medio. En Almanjáyar, en la actualidad, hay problemas serios en el servicio eléctrico, lo que provoca apagones recurrentes en este territorio y lo que, según reporteros, hace posible el cultivo ilegal en la zona, igualmente los servicios públicos (como los oficiales de policía entre otros) no son bien recibidos y por lo general se vuelve una zona turbulenta que no puede progresar. El medio de comunicación calcula que puede haber hasta un millar de plantaciones ilegales en un radio de 5 kilómetros en Almanjáyar.

## Aspectos demográficos
El Polígono Almanjáyar tiene una extensión aproximada de 2 km cuadrados. La población censada en el año 2002 en el Distrito Norte es de 29.526 habitantes que constituye el 11,14% de la población total de Granada. Lo más destacable es la elevada proporción de edades comprendidas entre 0 – 14 años (20%) mientras que en el conjunto de Granada es de 13,8%. Por otra parte, la población mayor de 64 años representa un 9,8% mientras que en el conjunto de la ciudad es de 13,8%.[cita requerida]

### Infraestructuras y servicios
Las infraestructuras más destacadas son las siguientes:[cita requerida]
- Centro de Salud Almanjáyar.
- Centro de Servicios Sociales Comunitario Norte (Centro Amarillo)
- Estación de Autobuses
- Ciudad deportiva Granada 74
- Centros escolares
- Parque de Bomberos Norte
- Correos
- Ferial Corpus Christi
- Parroquias: San José Obrero

## Aspectos laborales
Existe una elevada tasa de paro. De los 13.391 parados registrados en Granada, 4.150 pertenecen al Distrito Norte, un 31% del total. Esto afecta sobre todo a las edades intermedias (20 – 39 años) que son un 67% del total de parados.
En la zona del Almanjáyar la tasa de paro es de 37,3%.
Por lo general, las mujeres de la casa ayudan al mantenimiento de esta cuando el cabeza de familia está en paro. Esto hace que la madre pase horas fuera del hogar y sean las hijas mayores las que ocupen su puesto cuidando de los hermanos pequeños. En la mayoría de los casos deben abandonar los estudios, lo que las imposibilita de acceder a puestos de trabajo que demanden una mayor cualificación.

### Familia y trabajo extra-doméstico de las mujeres
Cuando la mujer se casa suele mantener el trabajo que realizaba fuera del hogar, siempre y cuando sea económicamente necesario. Este trabajo suele ser temporal y debido a la falta de formación académica de estas, se ven limitadas a actividades de empleadas de hogar o al trabajo con materias primas. Independientemente del tiempo de trabajo que realice fuera de casa, sigue realizando todas las actividades del hogar.
La gran mayoría, debido al número de miembros en la familia y a los bajos ingresos, se benefician de pensiones y subvenciones de diferentes entidades.[cita requerida]

## Condiciones socioeconómicas
La población activa se dedica mayoritariamente al sector servicios, a la construcción, a la industria y a la agricultura.[cita requerida]
Los colectivos de jóvenes se encuentran con grandes dificultades a la hora de encontrar su primer trabajo. Esto se debe a su falta de preparación y al hecho de vivir donde viven. Otro colectivo que se encuentra con numerosas dificultades, son las mujeres, como ya hemos explicado anteriormente.[cita requerida]

## Marginación
Los efectos de esta marginación son más visible en determinados sectores de población como es el caso de los jóvenes y de la población gitana. En el caso de los jóvenes, esta marginación se da en la carencia de ciertos privilegios socio-económicos, en la precariedad de la mayoría de trabajos remunerados a los que pueden acceder, o la falta de espacios de ocio en esta zona. Estos jóvenes se encuentran en una situación de rechazo en otros ambientes sociales fuera de sus barrios.[cita requerida]
En la población gitana, hay un evidente aislamiento con el resto de familias de la zona. Esto origina la formación de submundos y guetos que desembocan en drogas, prostitución, insalubridad, delincuencia y mendicidad infantil.[cita requerida]

## Ocio y tiempo libre
El uso de la vía pública para el esparcimiento y vida en común vecinal es muy característico en la zona.
En la mayoría de los casos este tiempo libre se desarrolla entre la calle, la televisión y la jardinería.[cita requerida]
En los jóvenes se suele relacionar con peligro de delincuencia y drogas. Es por ello por lo que se pone tanto empeño en la creación de lugares donde se lleven a cabo actividades alternativas que no les dejen tanto tiempo libre sin inquietudes o aficiones. El deporte es otra actividad muy extendida.[cita requerida]
La población infantil pasa gran parte de este tiempo en la calle, actividad más propia de zonas rurales que urbanas.[cita requerida]
Los mayores juegan a la petanca y organizan partidas de bingo en la calle. También participan en actividades organizadas por los Centros de tercera edad.[cita requerida]
Las mujeres encuentran sus actividades de ocio en las clases para adultos, en la calle donde hablan y se relacionan con las demás mujeres de la zona, y en los pequeños bares a los que acuden por costumbre a desayunar y merendar con sus hijos menores.[cita requerida]
Un acontecimiento semanal, en el que participan población de todas las edades, es la “marcha verde” también llamado mercadillo de los domingos muy famoso en la ciudad y dónde trabajan un amplio número de vecinos.[cita requerida]

## Fiestas
Las fiestas del barrio se empezaron a celebrar en la década de los sesenta. Actualmente se celebran en el mes de septiembre y lo más destacado es el festival flamenco.[cita requerida]
Antiguamente existía una gran participación de todos los vecinos y una gran asistencia de los habitantes de la ciudad y la provincia. En la actualidad se ha perdido esta participación y asistencia por el miedo a agresiones y robos.[cita requerida]
Otras fiestas a destacar son la Semana Santa y la fiesta de la Cruz.[cita requerida]

## Religión
Se encuentra distribuida entre una mayoría de católicos, testigos de Jehová y protestantes.[cita requerida]
En cuanto a la iglesia católica Almanjáyar tiene todo su territorio abarcado por la parroquia de Jesús Obrero, dependiente de la Archidiócesis de Granada. El templo se sitúa en calle Arquitecto José Conteras, nº 13.[cita requerida]

## Educación en Almanjáyar

### Situación educativa
La situación educativa y escolar en Almanjáyar es la siguiente:[cita requerida]
- Abandono del profesorado que pide el traslado a otro centro poco después de llegar, por lo que no posibilita la continuidad del profesor con los alumnos, aspecto este necesario para una adecuada educación, no sólo académica, sino de relación alumnos-profesor en el ámbito socioafectivo.

- Ausentismo muy elevado, pues los propios padres instan a sus hijos a no asistir y los mantienen trabajando con ellos, o simplemente los niños se reúnen en la calle en grupos.

- Los niños carecen de material escolar, como libros de texto por los bajos recursos económicos de que dispone la familia.

- Insuficiencia de instalaciones escolares para cubrir las necesidades educativas. Pocos recursos, que las propias asociaciones de vecinos y padres han de crear mediante donaciones, “tómbolas”…

- Falta de servicios imprescindibles: comedores escolares, bibliotecas escolares… Falta de recursos que la administración debería suministrar.

- Ratio superior a 25 alumnos por tutor.

- Falta de subvenciones.

- El 44,78% de los jóvenes analfabetos de la ciudad vive en esta zona.

- El 60,38% no acaba la escolaridad obligatoria y sólo saben leer y escribir.

- Sólo un 6,8% finaliza estudios medios.

- Sólo un 1,2% realiza estudios superiores.

Sin embargo, cabe destacar la importancia del trabajo y calidad de los centros educativos en comunidades de la zona.

### Aspectos educativos
Se aboga por una escuela abierta y participativa. Escuela para todos, con un proyecto común, donde se trabaje el desarrollo afectivo y la socialización y se fomente la conciencia social. El trabajo escolar ha de ser creador, investigativo, libremente elegido y aceptado por el grupo. Existe entre la población de etnia gitana, generalizando, un bajo nivel formativo, escaso dominio de recursos intelectuales y culturales y pobreza de recursos económicos.
Gran influencia negativa por la pobreza económica familiar, la desintegración social, la desestructuración familiar, el desempleo, la infravivienda, el fracaso o absentismo escolar, la drogadicción y el tráfico de drogas ilegales. Así como los altos índices de natalidad, que afecta a familias numerosas. En la práctica, existe una gran desmotivación entre los profesores, que desean marcharse del lugar cuanto antes, por lo que no se da una continuidad del profesorado, de la metodología…, contribuyendo al fracaso escolar de los niños de la zona.[cita requerida]